# Max Ulrich Schoop

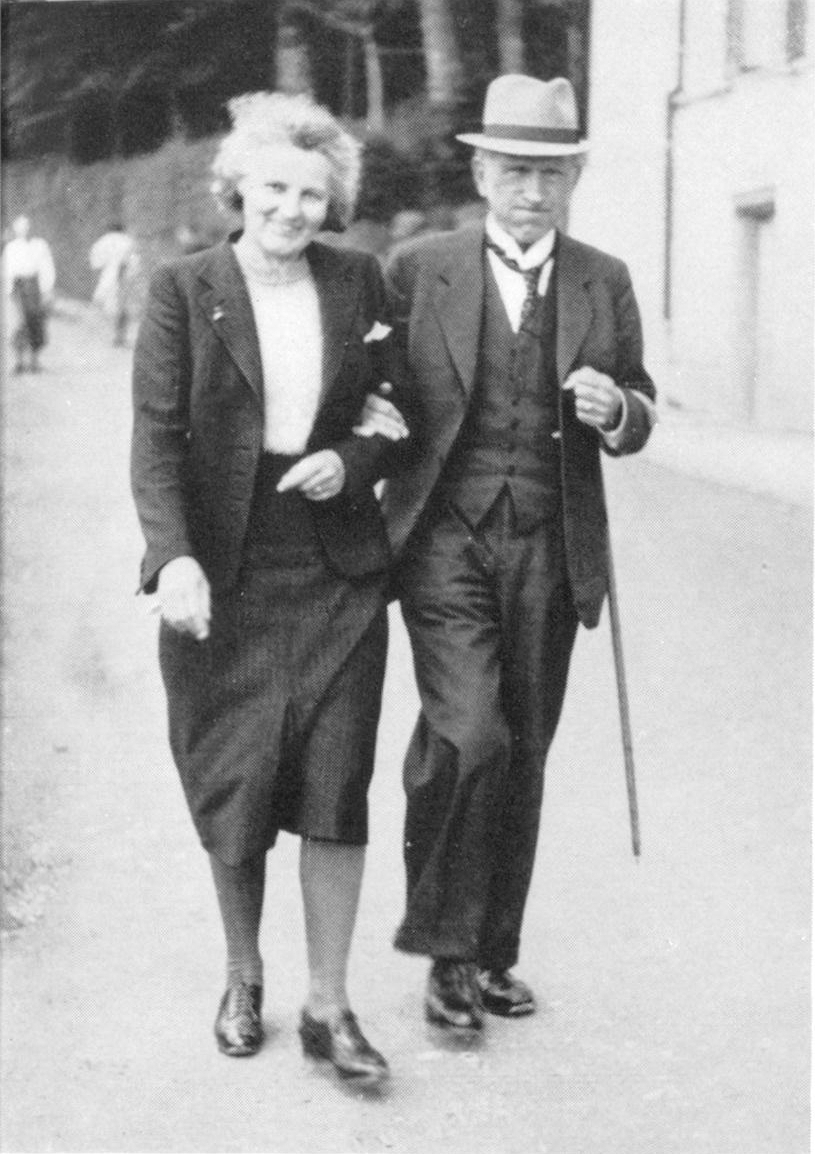
Max Ulrich Schoop und seine zweite Frau Frieda Neininger, vor 1957.

Max Ulrich Schoop (* 10. April 1870 in Frauenfeld; † 29. Februar 1956 in Zürich) war ein Schweizer Erfinder er führte das Metallspritzverfahren 1906 ein und entwickelte verschiedene Aluminiumschweißverfahren.

## Familie
Sein Vater Ulrich Schoop war 1863 von Dozwil nach Frauenfeld gezogen, wo er als Zeichenlehrer arbeitete. 1876 liess sich die Familie in Zürich nieder, wo ihm als Lehrer an der Kunstgewerbeschule Zürich der Professorentitel verliehen wurde.
Max Ulrichs Brüder waren der Elektrochemiker Paul Schoop (um 1858–1907) und der Journalist Friedrich Maximilian Schoop (1871–1924), der mit Emma  die Kinder Max (1902–1984; ⚭ Trude Berliner), Trudi, Hedi (1906–1995 Keramikerin; ⚭ Friedrich Hollaender und Ernö Verebes) und Paul (1907–1976; Komponist) hatte. Emma folgte ihren Kindern in den 1930er Jahren nach Kalifornien.

## Leben
Max Ulrich Schoop absolvierte die Schule in Zürich und begann 1885 eine Grafik-Ausbildung am Institut von Wilhelm Cronenberg im Allgäu. Zurück in der Schweiz arbeitete er als Assistent eines Fotografen und in La-Chaux-de-Fonds als Porträt-Retuscheur.
Als sein Bruder Paul in den 1890ern Direktor einer Batteriefabrik war, wurde Max Ulrich 1893 als Monteur an die Moskauer Filiale gesandt. Nachdem er eine Blinddarmentzündung überstanden hatte, liess er sich in Nischni Nowgorod als Hauslehrer für Französisch anstellen. Dabei lernte er auch Russisch und übersetzte Werke von Leo Tolstoi.
1895 begann er an der ETH Zürich ein Studium der Physik und Elektrotechnik. Bald arbeitete er wieder im Akkumulatorengeschäft bei Schöller in Wien und als Laboratoriumsvorstand bei Hagen in Köln.
Am 23. August 1898 heiratete er Martha Bächler, mit der er fünf Kinder hatte. Als sein Sohn Uli Schoop 1903 geboren wurde, war er als Laborchef bei den Kölner Accumulatoren-Werken beschäftigt. Noch im gleichen Jahr zog die Familie nach Paris, wo er als Laborchef für den Automobilhersteller Dinin arbeitete.
1903 ging Schoop nach Paris zum Automobilhersteller Dinin, wo ihm als Chef de Laboratoire nach 800 Versuchen das autogene Schweissen von Aluminium gelang. Um seine Erfindung des Aluminiumschweissens zu vermarkten, reiste er 1907 in die USA, was in einem geschäftlichen Fiasko endete.
Im Frühjahr 1909 sah er im Park von Bois-Colombes seinen Kindern beim Flobertschiessen zu. Auf der Gartenmauer, wo die Bleikugeln aufspritzten, hatte sich ein Bleiüberzug gebildet. Schoop unternahm darauf Versuche mit kleinen Kanonen und Zinn- und Blei-Granalien (durch Granulieren gewonnene Metallkörner). Am 28. April 1909 meldete er in Berlin sein Basispatent des Metallspritzverfahrens an, das nach vier Jahren erteilt wurde. Patentstreitigkeiten folgten, so dass ihm erst nach sechs Jahren in letzter Instanz am Reichsgericht in Leipzig sein Patent zugesprochen wurde.
1910 kehrt Schoop nach Zürich zurück und eröffnet sein eigenes Laboratorium, in dem er das Thermische Spritzen weiterentwickelt. Zur Finanzierung gründete er zwei Betriebe, die die Schoopsche Metallspritzpistolen herstellen und zum anderen Lohnmetallisierungen anboten. Behilflich war der technische Leiter der Werke für Metallisierung Franz Herkenrath. „Unter dem vom Schweizer Max Ulrich Schoop erfundenen Metallspritzen versteht man grundsätzlich jedes thermische Verfahren, bei dem Metalle in Pulver- oder Drahtform geschmolzen, gleichzeitig zerstäubt und auf eine entsprechend vorbereitete Fläche aufgespritzt werden.“ Im März 1919 liess Schoop ein Patent von seiner Kollegin Frieda Neininger anmelden.
Auf seinem Verfahren beruht unter anderem das Kontaktieren der Stirnflächen von Folienkondensatoren.
1914 wurde ihm die John-Scott-Medaille der Universität Philadelphia verliehen. Die Technische Hochschule Braunschweig verlieh ihm 1925 den Dr. h.c.
Nach seiner Scheidung 1927 heiratete er am 21. Dezember 1929 seine Kollegin Neininger. Da keines seiner Kinder sein Werk weiterführen konnte und wollte, liquidiert Schoop 1945 sein Laboratorium.